# Aposphaeria pulviscula
Aposphaeria pulviscula är en svampart som först beskrevs av Pier Andrea Saccardo, och fick sitt nu gällande namn av Pier Andrea Saccardo 1880. Aposphaeria pulviscula ingår i släktet Aposphaeria och familjen Melanommataceae.   Inga underarter finns listade i Catalogue of Life.